# Kungariket Albanien (1928–1939)
Kungariket Albanien (gegiska: Mbretnija Shqiptare, albanska: Mbretëria Shqiptare) var konstitutionell monarki i Albanien mellan 1928 och 1939. Under denna period var Albanien ett de facto protektorat av Kungariket Italien. Albanien förklarades en monarki av den konstituerande församlingen i första republiken och Ahmet Zogu kröntes till kung. Kungariket stöddes av den fascistiska regimen i Italien, och de två länderna hade nära relationer till Italiens plötsliga invasionen av landet 1939. Efter andra världskrigets slut tilläts inte den albanska kungen att återvända, eftersom de albanska kommunisterna befriade landet från fascisterna och installerat en socialistisk regim. Albanien var det enda europeiska landet som leddes av en muslimsk monark efter Osmanska rikets upplösning 1922.